# Popiersie Józefa Bema w Warszawie
Popiersie Józefa Bema w Warszawie – pomnik generała Józefa Bema w warszawskim parku Łazienkowskim.

## Opis
Pomnik znajduje się na wschodnim skraju parku Łazienkowskiego, przy alejce łączącej Amfiteatr z siedzibą Muzeum Łowiectwa i Jeździectwa. Składa się z trójstopniowego murowanego postumentu i ustawionego na nim brązowego popiersia Józefa Bema. Na cokole widnieje napis: BEM. Popiersiem opiekuje się Muzeum Łazienki Królewskie w Warszawie.
Monument wzniesiono z inicjatywy 1. Dywizjonu Artylerii Konnej im. Generała Józefa Bema na terenie koszar. Odsłonięto go w 1924 r. W obecnym miejscu znajduje się od 2004 r. Autorem rzeźby był Bohdan Święcicki, który wzorował się na XIX-wiecznych rycinach – generał jest ukazany w mundurowym płaszczu z epoletami (naramiennikami z frędzlami). Do piersi Bema przypięte są dwa ordery: Krzyż Kawalerski Legii Honorowej, który otrzymał za udział w bohaterskiej obronie Gdańska w 1813, oraz Złoty Krzyż Orderu Virtuti Militari, którym generał został odznaczony w roku 1831.
Generał Bem był jednym z dowódców powstania listopadowego, które swój początek miało w parku Łazienkowskim. We wrześniu 1831 r. stanął na czele oddziałów artylerii broniących stolicy przed atakiem Rosjan. Obrona ta jednak okazała się nieskuteczna, na co duży wpływ miały nieprzewidziane okoliczności (m.in. w krytycznym momencie generał Bem został nieumyślnie zamknięty w wieży kościoła św. Trójcy, skąd miał prowadzić obserwacje ruchów wojsk rosyjskich. Gdy w końcu odzyskał wolność, część jego artylerii była już dla niego niedostępna, gdyż w międzyczasie przerzucono ją do innych zadań).
Jego osobie został poświęcony utwór Bema pamięci żałobny rapsod napisany przez Cypriana Kamila Norwida, którego popiersie także znajduje się w parku Łazienkowskim.